# 56 bis trolibusz (Varsó)
A varsói 56 bis jelzésű trolibusz a Kazimierzowska és a Plac Małachowskiego között közlekedett. A viszonylatot a Miejskie Zakłady Komunikacyjne w Warszawie üzemeltette. A járműveket a Chełmska kocsiszín állította ki. 1955. június 20-án indultak meg a trolibuszok a vonalon. A trolibuszjárat 1970. május 11-én megszüntetésre került. Szerepét a 171-es busz vette át.

## Útvonala
| Kazimierzowska felé | Plac Małachowskiego felé |
| --- | --- |
| Plac Małachowskiego – Kredytowa – Jasna – Świętokrzyska – aleja Jana Pawła II – Chałubińskiego – aleja Niepodległości – Odyńca – Kazimierzowska | Kazimierzowska – Ursynowska – aleja Niepodległości – Chałubińskiego – aleja Jana Pawła II – Świętokrzyska – Mazowiecka – Plac Małachowskiego |